# Irsko na Letních olympijských hrách 1948
Irsko se účastnilo Letní olympiády 1948 v Londýně.